# Finn Paulsen
Finn Paulsen, född 20 oktober 1914 i Örebro, död okänt år, var en svensk målare och tecknare.
Han var son till journalisten Arthur Paulsen och H.M Pehrsson. Paulsen studerade vid Teknisk skole i Danmark samt för Bizzie Høyer i Köpenhamn. Paulsen medverkade i utställningar i Danmark och Sverige och var en av deltagarna i Konstfrämjandets utställning Konst på papper som visades på Nationalmuseum i Stockholm. Vid sidan av sitt eget skapande har han medverkat som illustratör i danska och svenska tidskrifter. Hans konst består av stilleben och abstrakta kompositioner i en surrealistisk stil utförda i pastell, tusch, blyerts, kol och krita.